# 에스엔시스
에스엔시스 주식회사(영어: S&SYS)는 조선·해양 기자재 기업이다. 배전반 및 전기 자동제어반, 평형수 처리 시스템(BWMS), LNG 기자재, 선박 자동화 시스템 등을 개발, 설계, 생산한다.

## 역사
2017년 삼성중공업 기전팀장이었던 배재혁 상무(현 사장)가 남은 직원들과 삼성중공업 기전사업부 지분을 인수분사하여 설립되었다.
2025년 8월 19일, 코스닥 시장에 상장하였다.

## 사업
2025년 기준 고객사별 매출 비중은 삼성중공업 73.9%, 한화오션 5.7%, 중국조선소 0.3%, 국내 중소형 18.7%이다.